# Ferdinand Hasenbalg
Ferdinand Hasenbalg (* 21. Februar 1793 in Egeln; † 10. Juli 1852 in Potsdam; vollständiger Name: Karl Friedrich Ferdinand Hasenbalg) war Lehrer am Gymnasium Stralsund und der erste Direktor des Königlichen Pädagogiums Putbus.

## Leben
Ferdinand Hasenbalg wurde als Sohn des Egelner Organisten und Lehrers Heinrich Hasenbalg geboren und besuchte von 1804 bis 1810 die Domschule in Halberstadt. Anschließend begann er an der Universität Halle ein Studium der Theologie. Die finanzielle Lage seines Vaters nötigte ihn nach zweieinhalb Jahren, eine Hauslehrerstelle bei einer Familie in Stecklenberg anzunehmen. Im Januar 1814 trat er in das 2. Elb-Landwehr-Infanterie-Regiment ein. Mit diesem nahm er als Seconde-Lieutenant und Bataillonsadjutant an den Schlachten bei Ligny und Waterloo teil. 1816 setzte er sein Studium fort und bestand die Prüfung als cand. theol. In Lettin, wo sein Vater inzwischen Prediger geworden war, richtete er in dessen Haus eine Pensionsanstalt ein.
1816 erhielt Ferdinand Hasenbalg eine Lehrerstelle der Quinta und Quarta am Gymnasium Stralsund, wo zu dieser Zeit Adolf Friedrich Furchau Rektor war. 1820 wurde er an der Universität Halle zum Doktor der Philosophie promoviert. 1823 wurde er als Nachfolger von Christoph Gottlieb Groskurd Hauptlehrer der Tertia. 1828 wurde er Subrektor und im Dezember desselben Jahres zum Professor ernannt. Nach Johann Ernst Nizzes Ernennung zum Rektor des Gymnasiums 1832 folgte er diesem im Amt des Konrektors nach.
Im Auftrag des Fürsten Wilhelm Malte zu Putbus entwickelte er den Plan für die Einrichtung einer höheren Bildungsanstalt in dessen neu ausgebauter Residenz Putbus. Nach deren Genehmigung und Bau verließ Ferdinand Hasenbalg das Gymnasium und begann im Sommer 1836 zusammen mit Franz Biese die Vorbereitungsarbeiten für die Eröffnung des Gymnasiums, die am 7. Oktober 1836 erfolgte. Er wurde der erste Direktor des Pädagogiums und bekleidete dieses Amt bis zu seinem Tod. Für seine Verdienste wurde ihm der Rote Adlerorden 4. Klasse verliehen.
Ferdinand Hasenbalg starb 1852 auf einer Reise nach Bad Kissingen, während eines Besuchs bei seinem ehemaligen Kommilitonen Eduard von Schaper in Potsdam. Er wurde auf dem Alten Friedhof in Potsdam beigesetzt.

## Schriften (Auswahl)
- Cavendum ne grammatica disciplina in inferioribus gymnasiorum classibus nimia silvescat. Oratio aditialis. Struck, Stralsund 1832.
- Quid florentissimo reipublicae tempore populus Romanus in pueris educandis nostrae imprimis aetati proponat imitandi. Hausschildt, Stralsund 1837.
- Uebersicht der innern und äussern Einrichtung des Königlichen Pädagogiums zu Putbus auf der Insel Rügen. Struck, Stralsund 1837.
- Friderico Kochio gratulatur. Putbus 1839.
- Commentatio de centonibus. Friedel, Putbus 1846.
- Schuljahr 1849. Bericht über das Königliche Pädagogium zu Putbus. Friedel, Putbus 1849.